# Palaeomolis manni
Palaeomolis manni är en fjärilsart som beskrevs av Alphéraky 1882. Palaeomolis manni ingår i släktet Palaeomolis och familjen björnspinnare. Inga underarter finns listade i Catalogue of Life.